# Castrul roman de la Stremț
Castrul roman se găsește pe teritoriul localității Stremț, județul Alba, Transilvania.

## Galerie de imagini

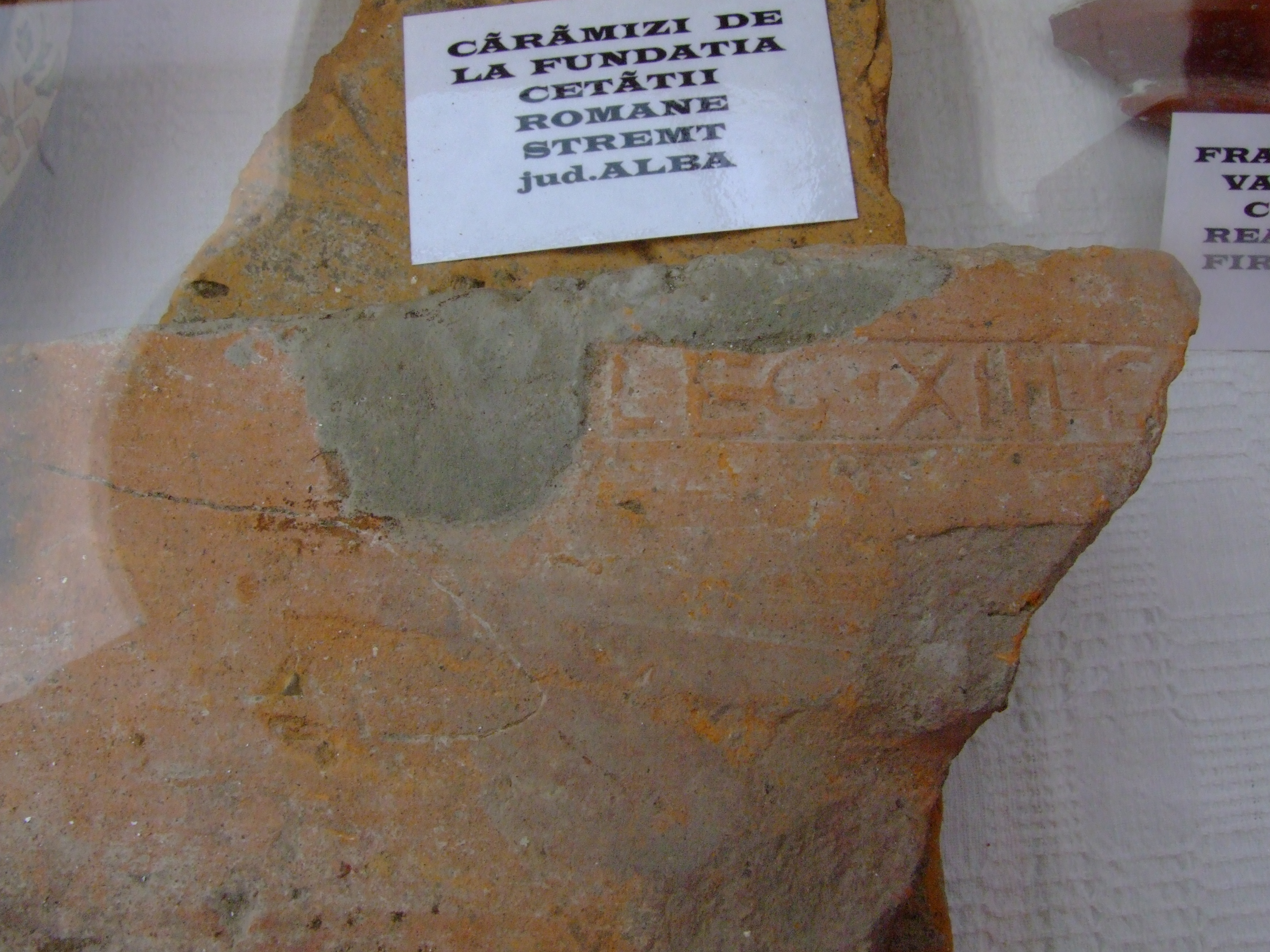
Cărămizi cu semnătura Legiunii a XIII-a Gemina